# Wojciech Zabłocki
Pour les articles homonymes, voir Zablocki.
Wojciech Mikołaj Zabłocki, né le 6 décembre 1930 à Varsovie et mort le 5 décembre 2020, est un architecte et escrimeur polonais pratiquant le sabre. Il a remporté deux médailles d’argent au sabre avec l’équipe polonaise lors des Jeux olympiques d’été de 1956 et 1960.
Après sa carrière sportive, Zabłocki est devenu architecte. Il était marié à l'actrice Alina Janowska.

## Palmarès
- Jeux olympiques :
  -  Médaille d’argent au sabre par équipe aux Jeux olympiques de 1956 à Melbourne.
  -  Médaille d’argent au sabre par équipe aux Jeux olympiques de 1960 à Rome.
  -  Médaille de bronze au sabre par équipe aux Jeux olympiques de 1964 à Tokyo.
- Championnats du monde d'escrime
  -  Médaille d'or au sabre par équipes aux championnats du monde de 1959 à Budapest
  -  Médaille d'or au sabre par équipes aux championnats du monde de 1961 à Turin
  -  Médaille d'or au sabre par équipes aux championnats du monde de 1962 à Buenos Aires
  -  Médaille d'or au sabre par équipes aux championnats du monde de 1963 à Gdansk
  -  Médaille d'argent au sabre par équipes aux championnats du monde de 1954 à Luxembourg
  -  Médaille de bronze au sabre individuel aux championnats du monde de 1961 à Turin
  -  Médaille de bronze au sabre par équipes aux championnats du monde de 1957 à Paris
  -  Médaille de bronze au sabre par équipes aux championnats du monde de 1958 à Philadelphie
- Championnat de Pologne
  - 5 fois Champion de Pologne.

## Sources
1. ↑  (pl) « Zmarł Wojciech Zabłocki - Polski medalista olimpijski », sur Sport.Interia.pl, 5 décembre 2020 (consulté le 5 décembre 2020).
2. ↑  (pl) Żebyście byli tu wszyscy, styl.pl, 2010.